# John Alroy
John Alroy (Nueva York, 3 de julio de 1966) es un biólogo y paleontólogo estadounidense. Alroy fue uno de los impulsores del proyecto Paleobiology Database, una base de datos que intenta recopilar información sobre el registro fósil de los últimos 570 Ma (millones de años). Por su desarrollo recibió el Premio a la revisión científica de la Academia Nacional de Ciencias de Estados Unidos en el año 2010. Profesor en la Universidad de Macquarie en el departamento  de Macroecolgoía y macroevolución.

## Área de especialización
Alroy se especializa en curvas de diversidad, especiación y extinción de mamíferos fósiles de América del Norte e invertebrados marinos fanerozoicos, conectando la diversidad regional y local, la composición taxonómica, la distribución de la masa corporal, la ecomorfología y los patrones filogenéticos con la dinámica de la diversidad intrínseca, las tendencias evolutivas, las extinciones masivas y los efectos del cambio climático global.
En un artículo en línea del 3 de septiembre de 2010 de Hugh Collins, colaborador de AOL Online Science, Alroy fue citado en un artículo de estudio recientemente publicado por la Universidad Macquarie de Sídney que «No sería prudente asumir que una gran cantidad de especies se pueden perder hoy sin alterar para siempre el carácter biológico básico de los océanos de la Tierra».

## Premios y becas[1]
- 2010-2014	Beca Futura, Consejo Australiano de Investigación.
- 2010	Premio de la Academia Nacional de Ciencias a la Revisión Científica.
- 2007	Premio Charles Schuchert, Sociedad Paleontológica.
- 2005-2007  	"La base de datos de paleobiología: un proyecto comunitario internacional basado en la web para recopilar, difundir y analizar datos paleontológicos". Programa de Paleobiología y Geología Sedimentaria, Fundación Nacional de Ciencias.
- 2000-2006	"La coevolución de la biodiversidad y el medio ambiente a través del tiempo geológico" (con C. Marshall, J. Hayes, A. Miller y D. Rothman). Programa de Biocomplejidad, National Science Foundation.
- 1998-2000	Grupo de trabajo "Diversificación y extinción marina fanerozoica" (con C. Marshall). Centro Nacional de Análisis y Síntesis Ecológicos.
- 1994	Premio Alfred Sherwood Romer, Sociedad de Paleontología de Vertebrados.
- 1993-1994	Beca William Rainey Harper, Universidad de Chicago.
- 1993	Beca de investigación, Sigma Xi.
- 1993	Beca de investigación, Sociedad Geológica de América.
- 1993	Premio Hinds Fund, Universidad de Chicago.